# Francis S. Greenlief

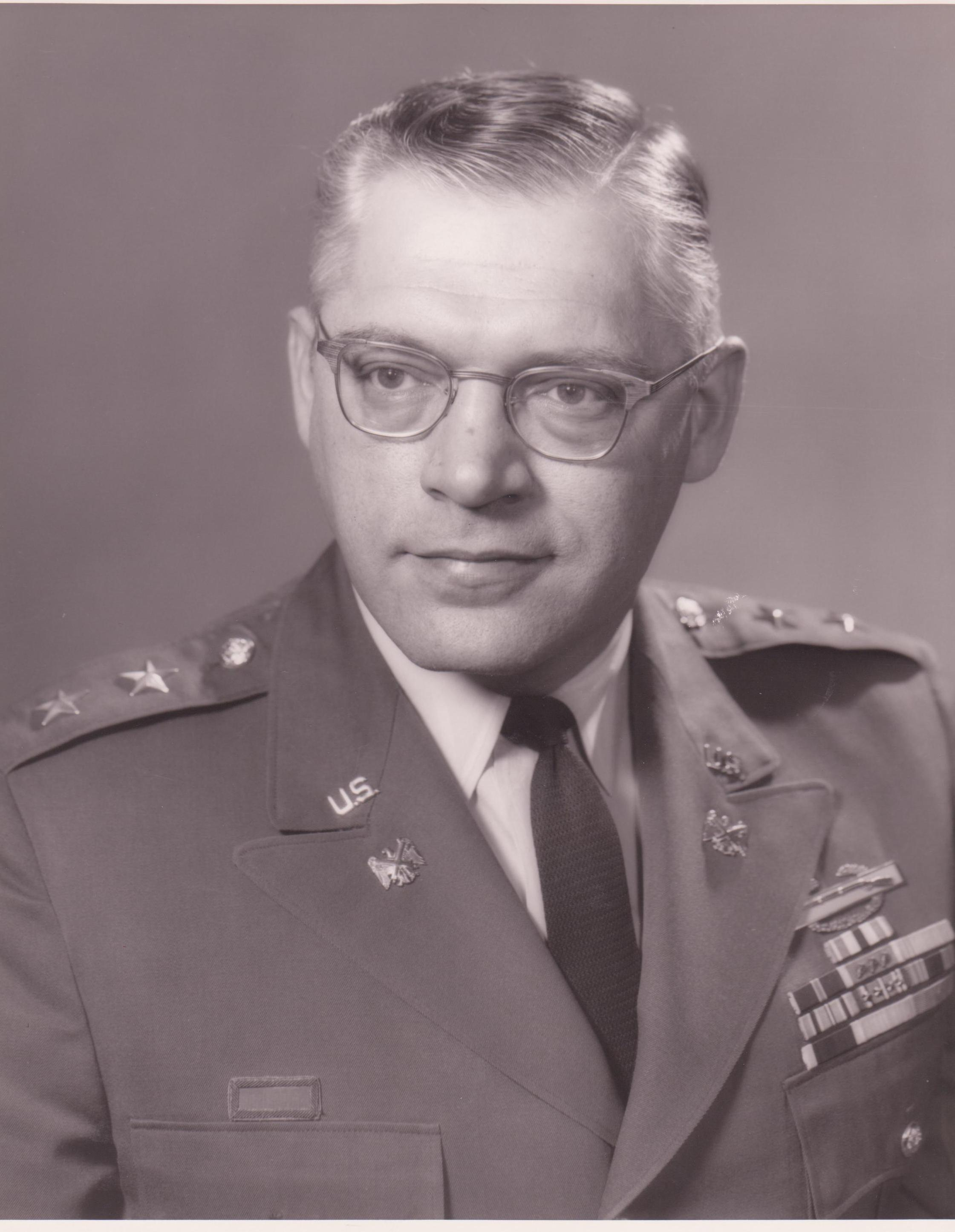
Francis S. Greenlief

 Francis Stevens Greenlief (* 27. Juli 1921 in Hastings, Nebraska; † 18. Dezember 1999 in Falls Church, Virginia) war ein Generalmajor der United States Army. Er war unter anderem Kommandeur des National Guard Bureau (NGB).

## Leben
Francis Greenlief besuchte die öffentlichen Schulen seiner Heimat und studierte an der University of Nebraska. Im Juli 1940 trat er als einfacher Soldat der Nebraska National Guard bei. Dort stieg er bis zum Frühjahr 1942 bis zum Kompaniefeldwebel auf. Über die Officer Candidate School gelangte er im Sommer 1942 in das Offizierskorps der Nationalgarde seines Staates. Er wurde dem 134. Kavallerieregiment (134th Cavalry Regiment) zugeteilt, das der 35. Infanteriedivision unterstand. Seine eigentlich ebenfalls der Nationalgarde von Nebraska angehörende Einheit wurde im Zweiten Weltkrieg dem regulären Heer unterstellt und mit der 3. Armee auf dem europäischen Kriegsschauplatz eingesetzt. Greenlief nahm unter anderem an der Rückeroberung der Stadt Saint-Lô, der Abwehr der deutschen Ardennenoffensive und dem anschließenden Vormarsch nach Deutschland teil.
Nach dem Ende des Krieges zog sich Francis Greenlief vorübergehend aus dem aktiven Militärdienst zurück. Bis Ende 1947 gehörte er der Reserve der US Army an. Anschließend kehrte er zur Nationalgarde von Nebraska und zum 134. Regiment zurück. In den folgenden Jahren stieg er dort immer weiter innerhalb der Stabsoffiziere auf. Schließlich wurde er Stabschef der 34. Infanteriedivision. Im Jahr 1953 absolvierte er das Command and General Staff College der United States Army in Fort Leavenworth in Kansas.
Seit dem Jahr 1960 gehörte Francis Greenlief in unterschiedlichen Funktionen dem Stab des NGB an. Unter anderem leitete für einige Zeit die Heeresabteilung dieser Einrichtung. Er war auch stellvertretender Kommandeur des NGB und Leiter der Army National Guard. Am 1. September 1971 übernahm er als Nachfolger von Winston P. Wilson das Kommando über das gesamte NGB, das er bis zum 23. Juni 1974 innehatte, als er von La Vern E. Weber abgelöst wurde. Anschließend schied er endgültig aus dem Militärdienst aus.
Nach seiner Pensionierung war er bis 1984 Vorstandsmitglied der National Guard Association of the United States. Später war er Berater mehrerer auf dem Verteidigungssektor tätiger Firmen. Im Jahr 1999 wurde er kurz vor seinem Tod vom Gouverneur von Nebraska ehrenhalber zum Generalleutnant der Nationalgarde des Staates ernennt. Er starb am 18. Dezember 1999 und wurde auf dem Nationalfriedhof Arlington beigesetzt.

## Orden und Auszeichnungen
Francis Greenlief erhielt im Lauf seiner militärischen Laufbahn unter anderem folgende Auszeichnungen:
- Army Distinguished Service Medal
- Air Force Distinguished Service Medal
- Silver Star
- Bronze Star Medal
- Purple Heart
- Army Good Conduct Medal
- American Defense Service Medal
- American Campaign Medal
- European-African-Middle Eastern Campaign Medal
- World War II Victory Medal
- Army of Occupation Medal